# Chlorops oblitus
Chlorops oblitus är en tvåvingeart som beskrevs av Becker 1912. Chlorops oblitus ingår i släktet Chlorops och familjen fritflugor.
Artens utbredningsområde är Montana. Inga underarter finns listade i Catalogue of Life.